# Zonitis iphigeniae
Zonitis iphigeniae is een keversoort uit de familie van oliekevers (Meloidae). De wetenschappelijke naam van de soort is voor het eerst geldig gepubliceerd in 1914 door Pliginskij.